# Eus
Eus – miejscowość i gmina we Francji, w regionie Oksytania, w departamencie Pireneje Wschodnie.
Według danych na rok 1990 gminę zamieszkiwało 361 osób, a gęstość zaludnienia wynosiła 18 osób/km² (wśród 1545 gmin Langwedocji-Roussillon Eus plasuje się na 587. miejscu pod względem liczby ludności, natomiast pod względem powierzchni na miejscu 378.).
Urodził tu się i został pochowany arcybiskup kantoński Antoine-Pierre-Jean Fourquet MEP.

## Zabytki
Zabytki na terenie gminy posiadające status monument historique:
- kaplica św. Wincentego (Chapelle Saint-Vincent d'Eus)
- kościół św. Wincentego d'En Haut (Église Saint-Vincent-d'En-Haut d'Eus)

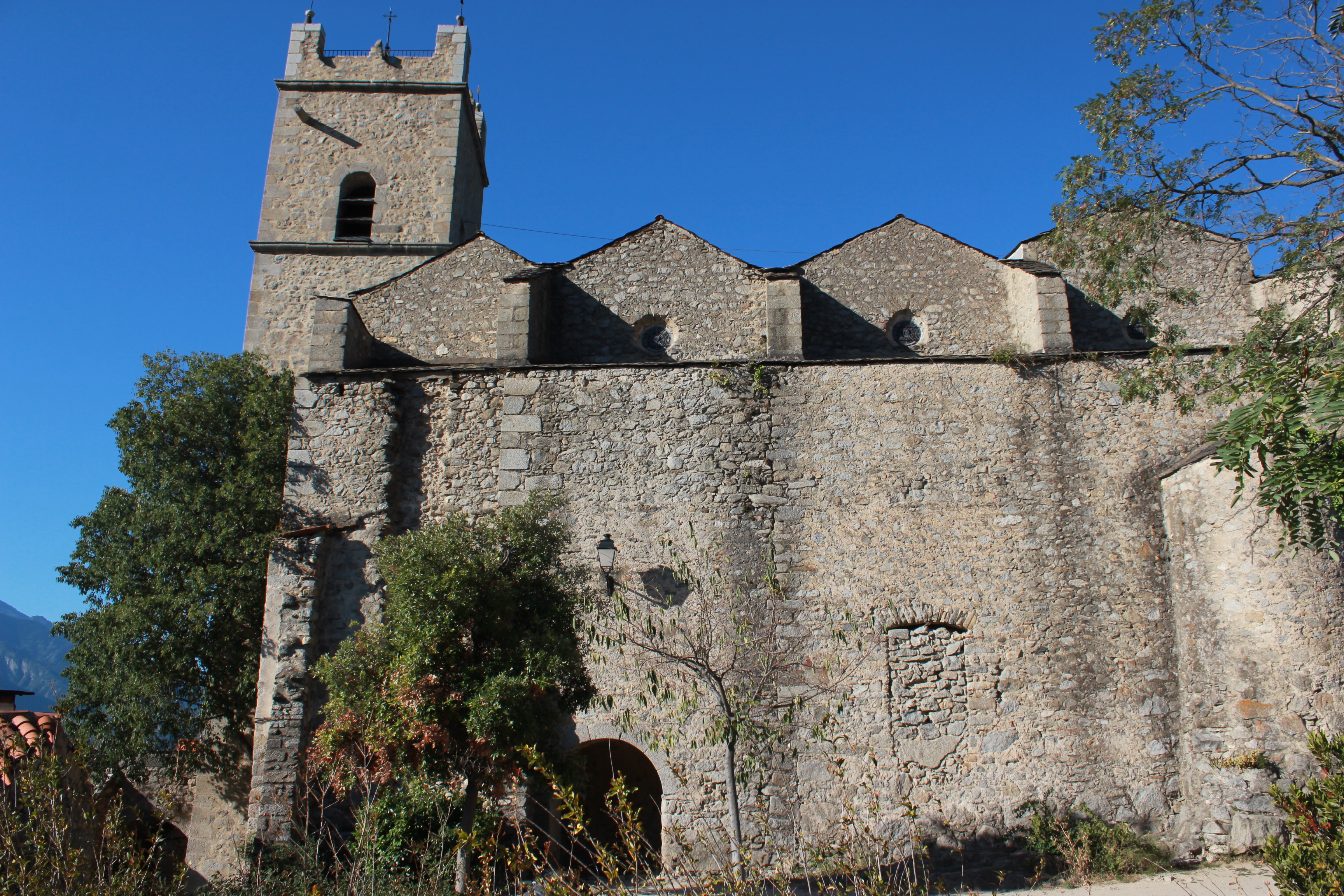
Kościół w Eus, 2010

## Populacja

Populacja Eus w latach 1962–2008